# Jan Laurens
Jan Frans Laurens (Koningshooikt, 19 november 1886 - Lier, 20 oktober 1955) was een Belgisch senator.

## Levensloop
Op 7 maart 1946 werd Laurens socialistisch provinciaal senator voor de provincie Antwerpen. Hij vervulde dit mandaat tot aan zijn dood.
Voor het overige is over hem weinig of niets geweten.